# Iñaki del Moral
Iñaki del Moral (Pamplona, Navarra, 5 de enero de 1970) es un periodista y presentador de televisión español.

## Trayectoria
Es licenciado en Ciencias de la Información en Periodismo por la Facultad de Ciencias Sociales y de la Comunicación (Universidad del País Vasco).
Apareció por primera vez en una televisión local de Pamplona a mediados de los años 90. Trabajó en Barcelona para Geoplaneta TV, y poco después se trasladó a Vitoria, donde se encargaba en ETB de reportajes e información meteorológica, hasta que comenzó a trabajar como reportero en Euskadi Directo (ETB2) y Pásalo (ETB2).
A continuación, pasó a trabajar en España directo en La 1. Este fue el programa que le dio la fama en todo el país, primero como reportero en la delegación de Bilbao que cubre el norte peninsular -Álava, Asturias, Cantabria, Guipúzcoa, Navarra, La Rioja y Vizcaya- y más tarde viajando por toda España mostrando la preparación de platos típicos de la zona. 
En verano de 2007 dejó España directo para copresentar el matinal Por la mañana junto a Inés Ballester hasta marzo de 2008. Desde mayo hasta agosto de ese año acompañó también a Ballester en El día por delante. En febrero de 2008 también condujo el concurso Super dupla en el   prime time de La 1. En el Festival de la Canción de Eurovisión 2009 celebrado en Moscú, fue el portavoz de los votos de España.
Durante 2009 presentó los espacios de promoción de RNE Súbete a Radio Nacional así como La maleta del verano y El árbol de los regalos, todos en La 1.
De enero de 2009 a 2013 dirigió con éxito el programa Destino: España, un programa sobre la vida de extranjeros que han llegado a España como inmigrantes los martes en el late night de TVE. Finalizado Destino: España en 2013, crea y codirige el reality de emprendedores Código Emprende para TVE.
De 2014 a 2019 se embarca en el proyecto Destino Confidencial como guionista y coordinador de redacción para el canal americano de deportes ESPN.
También ha coordinado el equipo de redacción de Saber vivir de La 2 y ha sido guionista del programa Plan de tarde de La 1.
En la actualidad colabora con el programa Tardear para Mediaset.